# Somogytúr
Somogytúr é um município da Hungria, situado no condado de Somogy. Tem 35,3 km² de área e sua população em 2019 foi estimada em 454 habitantes.